# Hug (空音の曲)
「Hug feat. kojikoji」（ハグ フィーチャリング コジコジ）は、日本のラッパー・空音の楽曲。配信限定シングルとして2019年8月21日に各音楽配信サービスにてリリースされた。

## 概要
女性シンガー・kojikojiをフィーチャーした楽曲。
2020年1月8日には、ボーカルを再録し、一部の歌詞とメロディを新たに構成したアルバム・バージョン（Fantasy club ver.）のミュージックビデオがYouTubeに公開された。2020年10月時点でMVの再生回数が2000万回を超えるヒットを記録。また、日本レコード協会により2020年10月度にゴールド認定（ストリーミング5000万回再生以上）となった。

## 収録曲
1. Hug feat. kojikoji
  - 作詞・作曲：空音
  - プロデュース：RhymeTube